# Modern koreai nyelv
A modern koreai nyelv a koreai nyelvnek Korea Japán megszállásától (1598-tól) a Csoszon-dinasztia végéig használt változata. A mostani kutatások szerint a modern koreai időszakát szét lehet bontani korai modern koreai és késői modern koreai időszakokra.